# Колекціонування

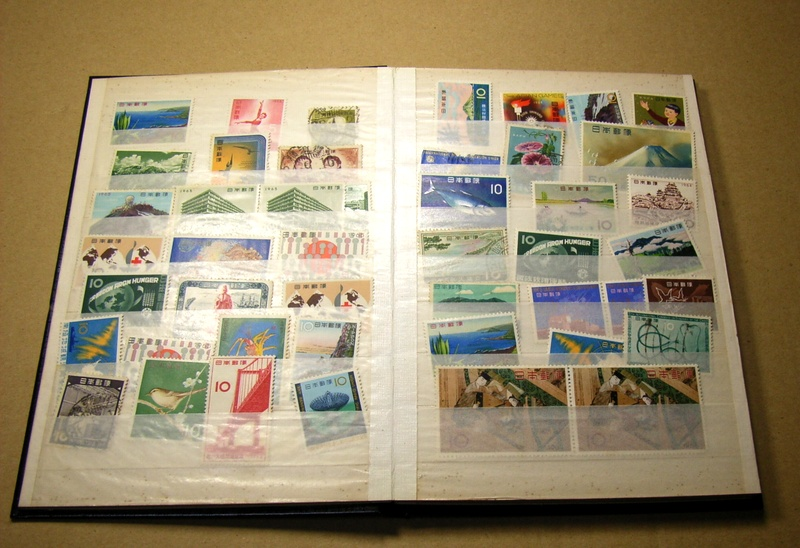
Колекція поштових марок

Колекціонува́ння — цілеспрямований збір, як правило, однорідних предметів, що зазвичай мають наукову, історичну або художню цінність. У основі колекціонування лежить пізнання, задоволення певних інтересів. Предметом колекціонування можуть бути пам'ятники матеріальної і духовної культури (рукописи, книги, монети, поштові марки, витвори образотворчого мистецтва, відеоігри та ін.), об'єкти природи (мінерали, рослини, комахи тощо). Колекціонування припускає виявлення, збір, вивчення, систематизацію матеріалів, чим воно принципово відрізняється від простого збирання.
Людину, що колекціонує щось, називають колекціонером. Сукупність зібраних предметів називають колекцією.

## Історія колекціонування

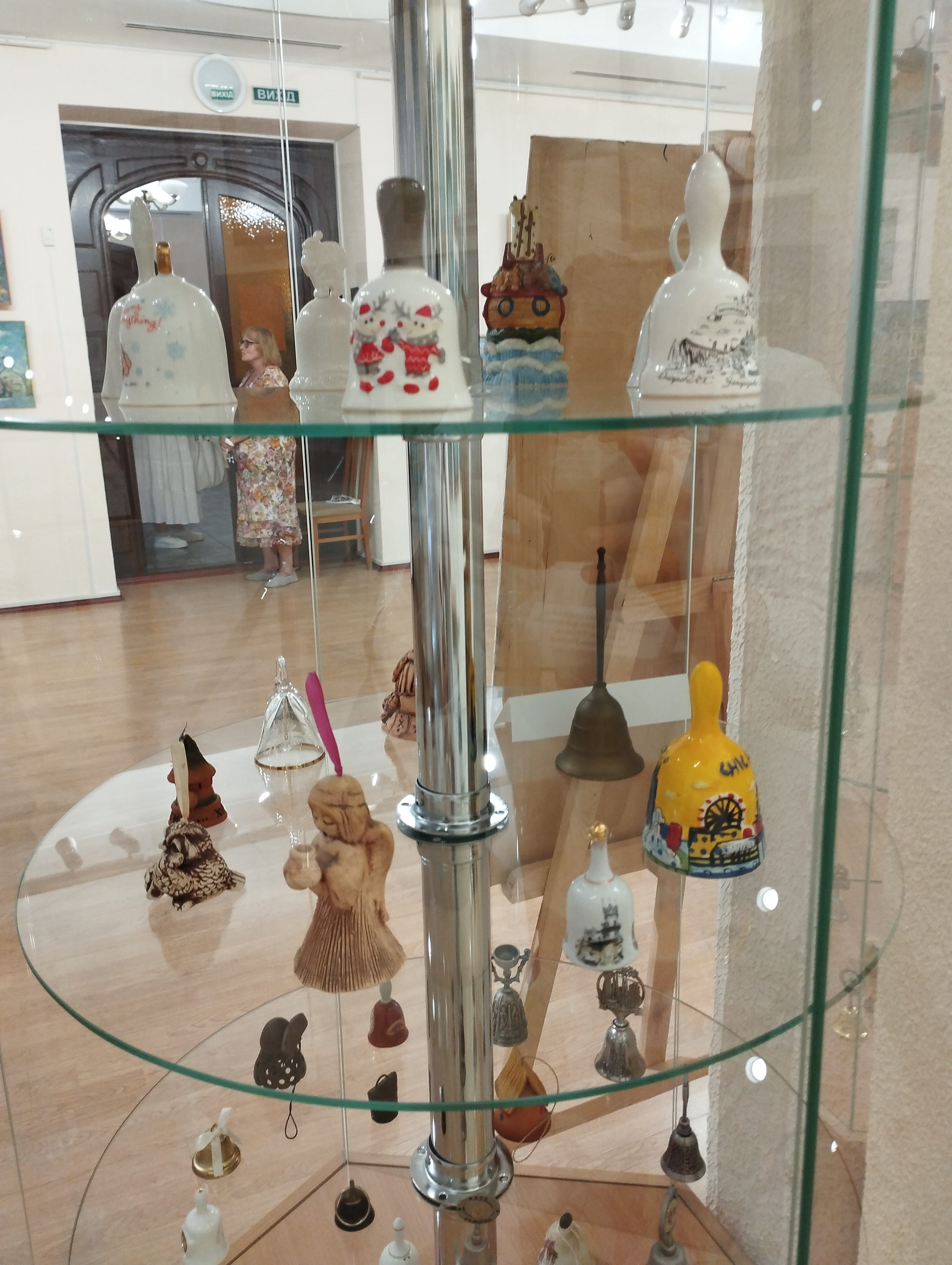
Колекція дзвіночків. Музей мистецтв Кіровоградської обласної ради, 2025 рік

Колекціонування відоме з найдавніших часів. Починаючи з II тисячоліття до н. е. в Уре та інших містах Дворіччя писарі збирали релігійні, літературні і наукові тексти, написані клинописом на глиняних табличках. Так виникали приватні і царські бібліотеки. Проте як особливий напрям людській діяльності колекціонування виник і отримав розвиток в епоху Відродження. У початковий період колекціонування мало універсальний характер. Так, в збірках родини Медичі у Флоренції разом з витворами мистецтва були різноманітні унікальні предмети і мінерали з багатьох країн. Збирачами рідкостей були Людовик XIV, французькі кардинали Ришельє і Мазаріні, папа Юлій II і Лев X, імператор Карл V. Нерідко формою колекціонування було створення так званих кабінетів «курйозних» речей. У Росії на початку XVIII ст. колекцією такого роду були Петровська кунсткамера, а також низка приватних колекцій, зокрема Я. В. Брюса (у кабінеті Брюса крім численних старожитностей, природних, історичних об'єктів, фізичних приладів тощо, знаходилася і одна з перших відомих в Росії колекцій монет і медалей). Відомими універсальними зібраннями були колекції І. В. Гете в Німеччині і американського художника і природодослідника Ч. У. Піла в США. У другій половині XVIII століття набули поширення спеціалізовані колекції історичних пам'ятників, витворів образотворчого мистецтва тощо.
З диференціацією наук у XIX столітті почали створюватися спеціалізовані колекції однорідних предметів, об'єднаних загальною пізнавальною метою. Великий вплив на колекціонування природничонаукових об'єктів зробила розробка основ наукової систематизації.
В процесі розвитку колекціонування зміцнювалися його зв'язки як з природними науками, так і допоміжними історичними дисциплінами. Колекціонування сприяло розвитку нумізматики, геральдики, а також археології, етнографії тощо. Оформилися самостійні напрями колекціонування: наукове, навчальне, аматорське(непрофесійне). У формуванні наукового колекціонування провідна роль належала музеям. Видну роль зіграв генеральний директор Берлінських музеїв В. фон Боді. Навчальне колекціонування має на меті розвиток дослідницьких навичок учнів; навчальні колекції є ефективним засобом наочності в навчанні. В аматорському колекціонуванні отримує розповсюдження систематичний підбір предметів, здійснюваний на базі наукової систематизації окремих галузей знань. З появою масових видів колекціонування — філателії, боністики, аматорської нумізматики, філуменії, філокартії, фалеристики, філофонії, ніковілії тощо. Значне місце серед аматорських колекцій почали займати тематичні збори, що припускають підбір різних матеріалів по певних темах.
Процес створення зібрань яких-небудь об'єктів, організовується на основі структурних або системних принципів. Колекціонування зв'язане з пошуком відповідних об'єктів, їх систематизацією, зберіганням і експонуванням. Колекціонування вважається яскравою і глибоко своєрідною областю творчості, а будь-яка колекція за своїм складом, величиною і структурою є результатом цієї творчої діяльності.
Різноманітні приватні колекції нерідко згодом жертвуються власниками чи їхніми нащадками музеям чи бібліотекам і стають частиною, а то й основою музейних експозицій чи бібліотечного фонду. Так колекціонери стають меценатами. Прикладом таких жертводавців є Богдан Ханенко і його дружина Варвара.

## Цікаві факти

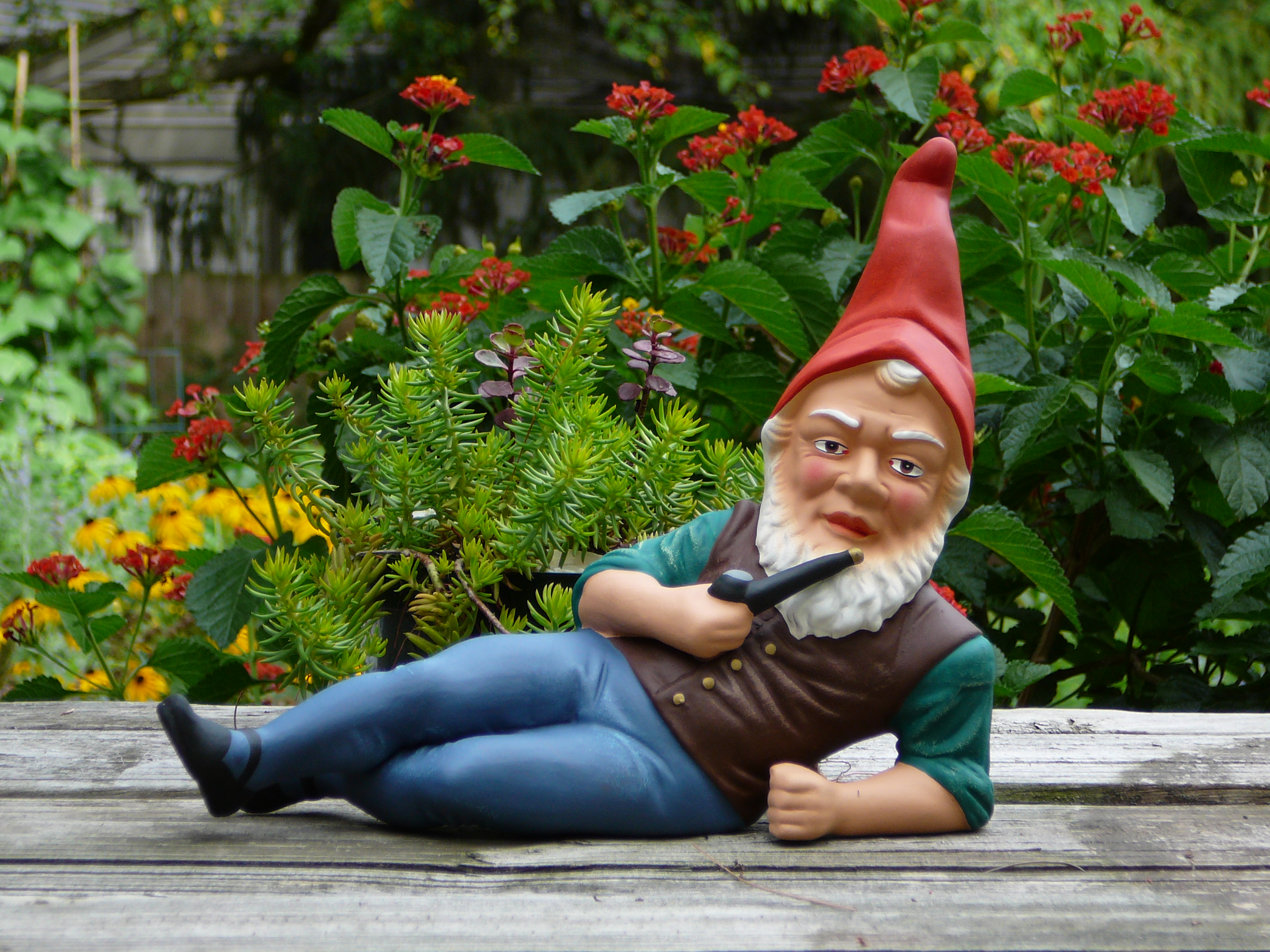
Скульптурка садового гнома з Німеччини

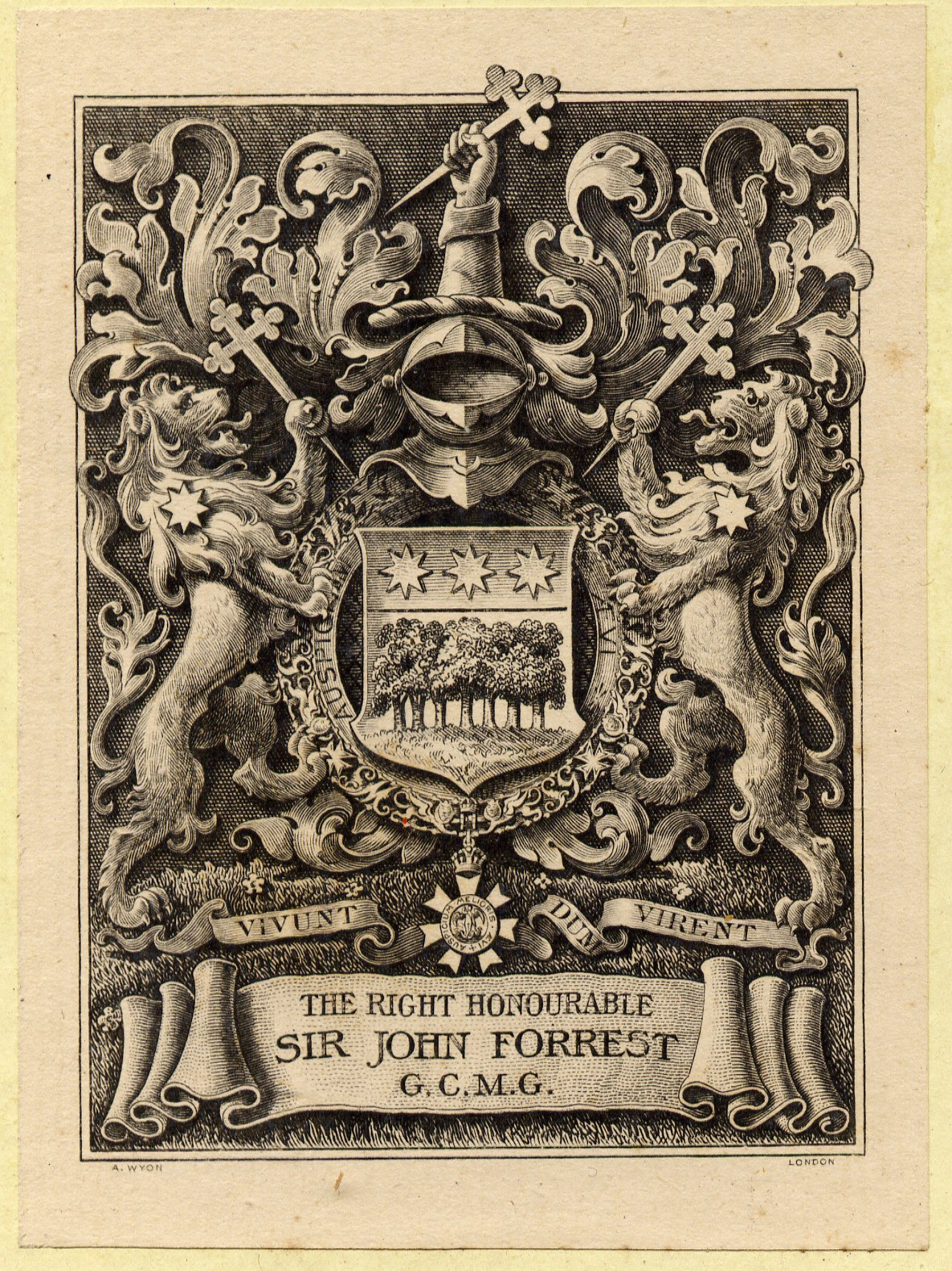
Екслібрис (книжковий знак) Джона Форреста з Австралії

- У колекції одного лондонського банкіра близько 5,5 тисяч обгорток від жуйок. Незвичайні фантики він став збирати ще у віці 10 років. Коли визначився брак місця для їх зберігання, він звільнив під них гардероб, викинувши всі речі дружини, через що та пішла від нього.

- Французький лікар Луї ла Каз (1798—1869) збирав картини художників-реалістів та митців рококо, котрі до нього нехтували збирати як колекціонери, так і музей Лувр. Він передав власну картинну галерею у Лувр, чим суттєво збагатив колекцію паризького музею та декількох провінційних музеїв.
- Особливою любов'ю і популярністю в Європі користуються скульптурки садових гномів. Дуже часто ці милі керамічні вироби пропадають після свят. А одна швейцарка зібрала їх більше 2 тисяч.
- На дачі колишнього інженера з Вільнюса знаходиться 56 пам'ятників Леніну, Сталіну, Брежневу і керівникам соціалістичних країн Східної Європи, так званих «занепалих ідолів». Колекцію він почав збирати понад 10 років тому.
- Колекція екслібрисів Пауля Амбура, який мешкає в Естонії. Збирач листувався майже з 200 колекціонерами з 32 країн. Його колекція мала близько 40 000 знаків. Окрім екслібрисів, він збирав книжки про ці знаки (близько 500) і сам написав 30 досліджень про екслібриси.
- Ще в дитинстві майбутня фінансова акула Девід Рокфеллер почав збирати комах. Нині його колекція налічує 157 тис. видів і оцінюється у близько 2,7 млрд. долларів Рокфеллер навіть відкрив три абсолютно нових види, два з яких отримали назви на його честь.
- Англійський лорд Пітер Палумбо ще з шестидесятих років почав «збирати» архітектуру: модерністські будинки маловідомих тоді Ле Корбюзьє, Міс Ван Дер Рое, Райта. Нині він володіє десятком шедеврів архітектури на різних континентах. Всі свої покупки він реставрує і нерідко відкриває як музеї.

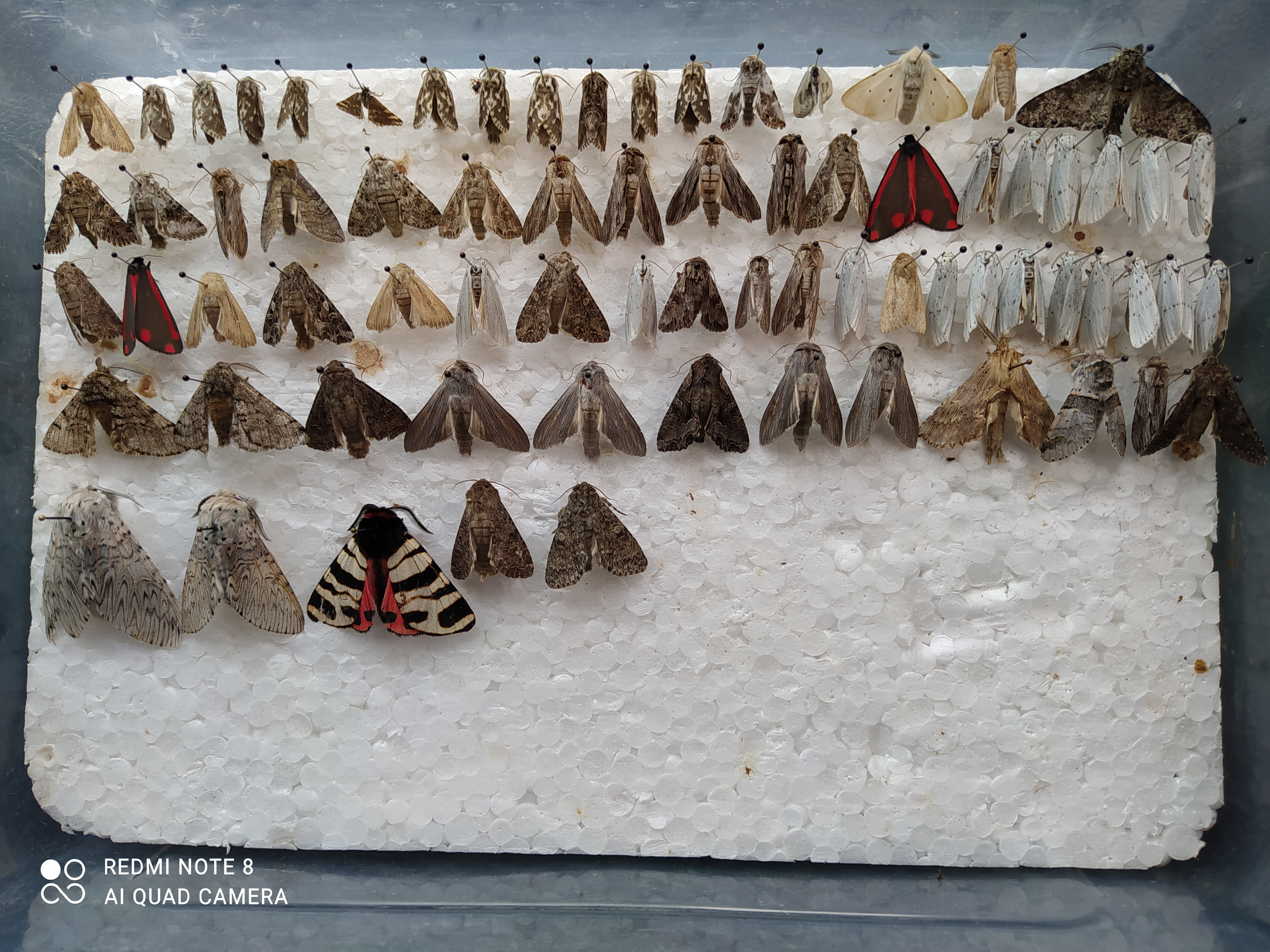
Тимчасова польова колекція нічних метеликів Українського Степу

- Фахівці, що збирають наукові колекції природничого матеріалу (геологи, ботаніки, зоологи тощо), зібраний під час експедицій матеріал компонують у вигляді тимчасових польових колекцій. Згодом, після завершення польового сезону, такі зібрання обробляють, монтують, пакують, етикетують, аби вони були зручними для тривалого зберігання і вивчення.
- Значущість колекціонування для людської індивідуальності і навіть для її здоров'я помітили давно. Даоський мудрець Дун Цичан ще 500 років тому створив трактат «Діалоги про старі речі». Він записав — «Усі люди однакові в тому, що знаходять підтримку в речах, а речі слугують підтримкою одна одній… І чи не стародавні речі допомагають нам отримати душений спокій і (через наслідування славетним взірцям минулого) створити власну долю ? Радість зустрічі зі старовинними речами пом'якшує ображене серце і зміцнює заслаблий дух. Ось чому той, хто тішиться старовинними речами, може вилікуватись від хвороб і подовжити роки власного життя».